# 黃守恭
黃守恭（629年—712年），字國材，号一翁，又稱黃長者是泉州紫雲黃姓的始祖。黃守恭的先祖黃元方始入閩南，至黃守恭時，他從福州南下，經莆田，最後定居於泉州。
太极元年，黄守恭逝世并葬于泉州丰泽区北峰塔后村西山。

## 創建開元寺
黃守恭為唐代巨富，生平樂善好施，好救急扶貧，信佛甚篤。他不願讓子孫安逸享樂，遂特將宗堂轉贈為佛堂，是為泉州開元寺，即今紫雲堂之原名，是故後人尊黃守恭為紫雲始祖。

## 五子分五安
其後，他的四個兒子，長子黃經分居南安呂洋、次子黃紀分居惠安錦田、三子黃綱分居安溪葛磐、四子黃綸分居同安金柄，在四地發展自己的家系，後人稱為「四安」。後來，黃守恭夫人李氏亦懷著身孕回詔安，產下一子，名黃緯，並開枝散業。這個五個兒子分往五個帶安字的地方的典故，後來成為諺語「五子分五安」。因此，黃守恭又被尊稱為五安始祖、黃氏五安祖。

## 金門黃氏
金門黃氏屬紫雲衍派，分為六股。黃守恭被當地黃姓奉祀，每年由六股輪流祭拜。在2007年的巡安遊行中，黃氏後代會迎接五安的聖像，從后浦頭起駕，經五福街、沙美街，接著在環島北路上車，然後繞行金城、前水頭黃氏家廟、金門城、尚義、山外、后壟家廟、后水頭家廟、西園黃氏家廟、官澳、英坑，最後到達目的地東店。整個行程需時約八個小時。每年巡安路線依當年各股輪值順序有所不同，2008年四安祖供奉於西園黃氏家廟。

## 相關資料
- 黃姓。
- 开元寺 (泉州市)-黃守恭舍桑建寺。
- 深坑黃氏興順居-黃守恭後代移民中華民國。
- 深坑黃氏永安居-黃守恭後代移民中華民國。

## 外部連結
- 中華民國金門縣政府官方網站-六股總動員金門黃氏祭五安始祖黃守恭